# موش‌های آبی
موش‌های آبی (نام علمی: Rheomys) نام یک سرده از زیرخانواده سینی‌دندانیان است.